# Тигр (фильм, 2015)
«Тигр», или «Великий тигр» (кор. 대호, 大虎, Daeho) — южнокорейский художественный фильм 2015 года, исторический драматический боевик об охоте на последнего тигра горы Чирисан в Корее 1920-х годов.

## Сюжет
Действие происходит во времена японской оккупации Кореи.
1915 год. Охотник Чхон Ман-док, попрощавшись с женой и маленьким сыном, уходит на охоту в леса на горе Чирисан. Он выслеживает живущего там тигра и, когда тигр бросается на него, стреляет из ружья.
1925 год. Чхон Ман-док постарел и опустился после того, как однажды на охоте он, выслеживая тигра, случайно смертельно ранил свою жену. Он живёт с 16-летним сыном Соги в бедной хижине в горах. В это время группа охотников под руководством Ку-гёна выслеживает в лесу самку тигра с двумя детёнышами и убивает их. Вместе с другой дичью они приносят тигрицу в дар японскому генералу, который увлекается собиранием тигриных шкур. В лесу на горе Чирисан остаётся теперь последний тигр, которого называют «Король горы» или «Король всех тигров Кореи», и японец хочет заполучить его шкуру. Скоро начнутся снегопады, поэтому надо спешить. Японцы пробуют заставить Ман-дока возглавить отряд охотников, но тот отказывается. Ку-гён решает поймать тигра, использовав трупы детёнышей в качестве приманки. Тем временем Соги встречается с девочкой, в которую давно влюблён, дочерью охотника Чхиль-гу, и говорит, что хочет жениться на ней, однако та отвечает, что её родители могут не одобрить брак, потому что семья Соги очень бедна. 
Первая попытка Ку-гёна поймать тигра не удаётся: тот уносит труп тигрёнка, а в расставленные сети вместо него попадают волки. Охотники приходят к Ман-доку и просят его пойти с ними, потому что он лучше всех знает повадки тигров, но тот опять отказывается. Соги, однако, узнаёт из разговоров с охотниками, что поймавшему тигра обещана хорошая награда. Когда в разговоре с отцом Соги упоминает, что участие в охоте могло бы помочь им разбогатеть, Ман-док сердится, и Соги убегает от него и записывается в солдаты, чтобы принять участие в охоте. На этот раз большая группа солдат гонит тигра к тому месту, где Ку-гён с товарищами ждёт его, положив в качестве приманки второго детёныша. Чтобы Соги был в безопасности, Чхиль-гу просит его идти с солдатами, а не с группой охотников. Однако тигр обманывает охотников. Он нападает на солдат, истребляя почти весь отряд, в том числе сильно раня Соги, который пытался стрелять в тигра. Когда же Ку-гён с товарищами бежит на место бойни, тигр уносит труп второго тигрёнка в своё логово. Тем временем ночью волки утаскивают полуживого Соги, так что его тело не находят. Тигр отгоняет волков от Соги, который вскоре умирает.
Ку-гён говорит японцам, что надо предпринять ещё одну атаку на тигра, который сейчас ранен и ослаблен, и теперь надо использовать взрывчатку. У хижины Ман-дока появляется тигр и приносит труп Соги. Из флэшбека становится ясно, что тигр, которого в 1915 году убил Ман-док, был самкой и у неё остались два тигрёнка. Хотя Ку-гён предлагал сразу убить тигрят, Ман-док пожалел их и отнёс в логово. Последний тигр горы Чирисан и есть один из тех тигрят, у которого левый глаз закрыт бельмом. Таким образом, теперь каждый — и тигр, и человек — потерял всю семью и остался один.
Во время следующей атаки на гору японцы взрывают лес, его заволакивает чёрный дым. Тем не менее раненому тигру удаётся истребить и обратить в бегство и этот отряд солдат, а также убить Ку-гёна. Японский генерал, однако, приказывает не покидать леса, пока тигр не будет пойман. Ночью Ман-док заворачивает Соги в саван, кладёт в хижине и поджигает её. Сам же он под летящим снегом поднимается на вершину горы к логову тигра. Охотники и японские солдаты также лезут на вершину. У логова тигра Ман-док кланяется ему и говорит, что теперь они должны покончить со всем этим. Он стреляет в голову тигру, и смертельно раненный тигр бросается на Ман-дока, увлекая его в пропасть. Когда охотники говорят, что тигр исчез, японский генерал приходит в ярость и обещает вернуться на гору Чирисан следующей весной.
Последние кадры показывают флэшбеки со свадьбой Ман-дока и играющими в лесу тигрятами, а также лежащих на дне ущелья тигра и Ман-дока, заносимых снегом.

## В ролях
| Актёр        | Роль                                     |
| ------------ | ---------------------------------------- |
| Чхве Мин Сик | Чхон Ман-док                             |
| Чон Ман Щик  | Ку-гён                                   |
| Ким Сан Чо   | Чхиль-гу                                 |
| Сон Ю Бин    | Соги                                     |
| Рен Осуги    | японский генерал Маэдзоно                |
| Чон Сог Вон  | офицер японской армии Рю                 |
| Ким Хон Пха  | владелец магазина трав, товарищ Ман-дока |
| Ли На Ра     | жена Ман-дока                            |
| Ра Ми Ран    | жена Чхиль-гу                            |
| Хён Сын Мин  | дочь Чхиль-гу Сони                       |

## Критика
Фильм завоевал ряд наград на кинофестивалях и получил хорошие оценки критиков. Так, на веб-агрегаторе Rotten Tomatoes рейтинг одобрения составляет на 100 % со средней оценкой 7,8 из 10 на основании 6 рецензий.